# باول أرنولد
باول أرنولد (بالإنجليزية: Paul Arnold)‏ هو لاعب كرة قدم أمريكية أمريكي، ولد في 27 سبتمبر 1980 في سياتل في الولايات المتحدة.